# Burg Freundsberg
Die Burg Freundsberg ist eine Burg am südlichen Stadtrand von Schwaz in Tirol. Die Höhenburg liegt auf einem steilen, weit sichtbaren Hügel, circa 170 m über der Talsohle des Inntals.

## Geschichte

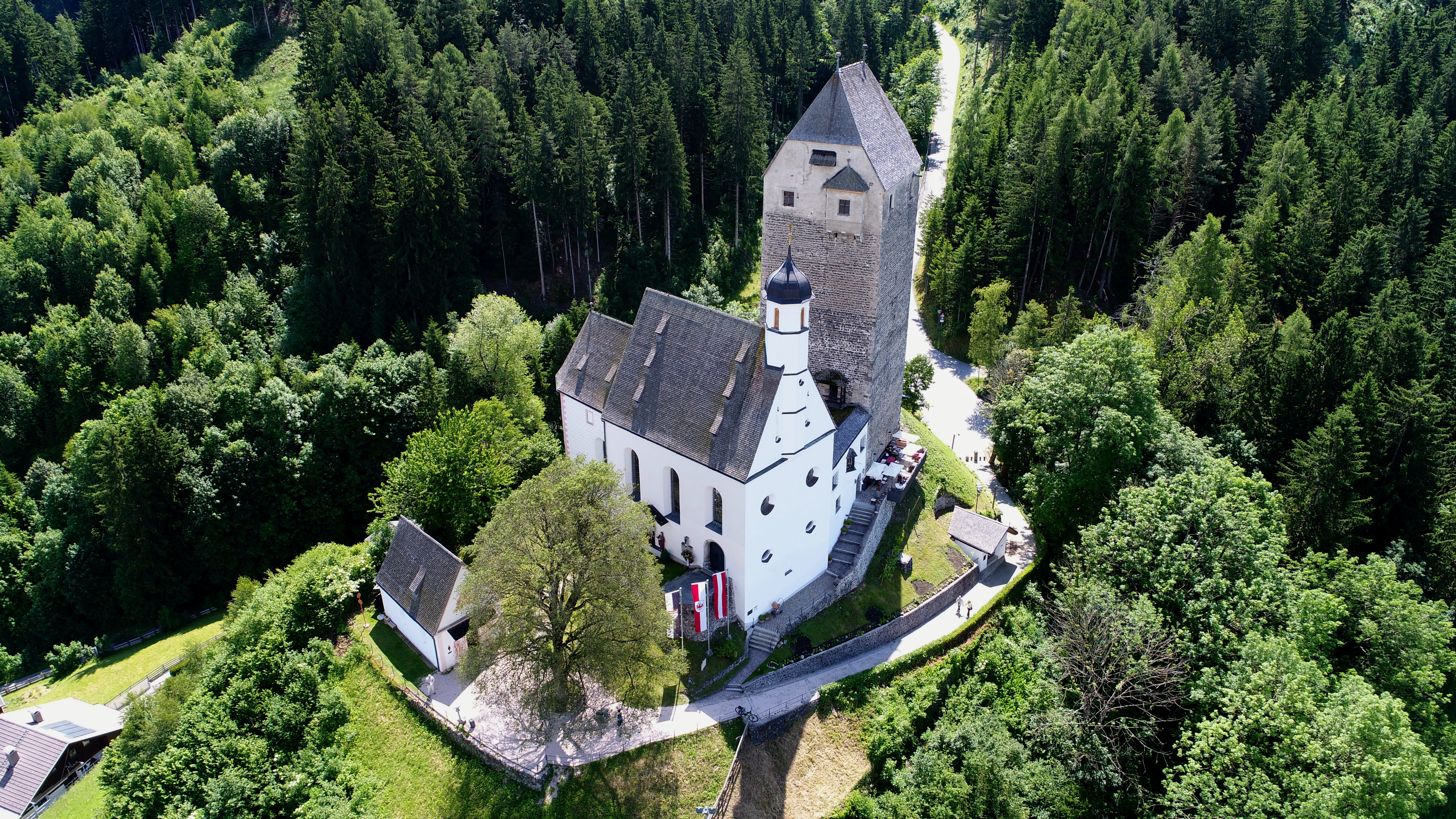
Burg Freundsberg aus der Vogelperspektive (2017)

Der Burgbau wurde im Jahr 1150 von den Herren von Freundsberg gegründet. Zunächst bestand die Anlage lediglich aus einem fünfstöckigen Wohnturm (28 m), der bis heute erhalten ist und in dem noch Teile der ursprünglichen Freskenmalerei zu sehen sind. Die erste Kapelle, dem Hl. Kreuz und der Hl. Maria gewidmet, wurde am 23. November 1176 vom päpstlichen Legaten Erzbischof Konrad I. von Mainz konsekriert. 1467 verkaufte man die Burg an Erzherzog Sigismund den Münzreichen, der sie in den folgenden Jahren umbaute und ihr zeitweise den Namen Sigmundsruh, nach anderer Quelle Siegmundsfried, gab. Von 1634 bis 1637 wurde eine Schlosskirche im Stil der Spätrenaissance errichtet. 
Neben der Schlosskapelle ist über dem Eingang der Heiliggrabkapelle das Allianzwappen von Joseph Anton Ignaz Graf von Tannenberg Freiherr von Tratzberg und seiner Ehefrau Maria Anna Leopoldine Josepha Theresia Gräfin von Starhemberg abgebildet. Das alte Gewerke-Geschlecht erhielt mit dem Richter von Freundsberg Friedrich Tannauer 1433 von Kaiser Sigmund einen Wappenbrief, sowie am 14. Juli 1692 in Wien mit Johann Georg Tannauer von Tannenberg den erblichen Freiherrenstand.
 

Nach weiteren wechselnden Besitzern ist die Anlage seit 1812 im Besitz der Stadt Schwaz, die 1966 mit der Restaurierung begann. Das erste Museum der Stadt Schwaz wurde 1930 in der Innsbrucker Straße eröffnet. Seit 1948 dient der Burgfried als Heimatmuseum, in dem die Entwicklung der Stadt Schwaz und der Silberbergbau, der in ihrer Umgebung betrieben wurde, dokumentiert werden.

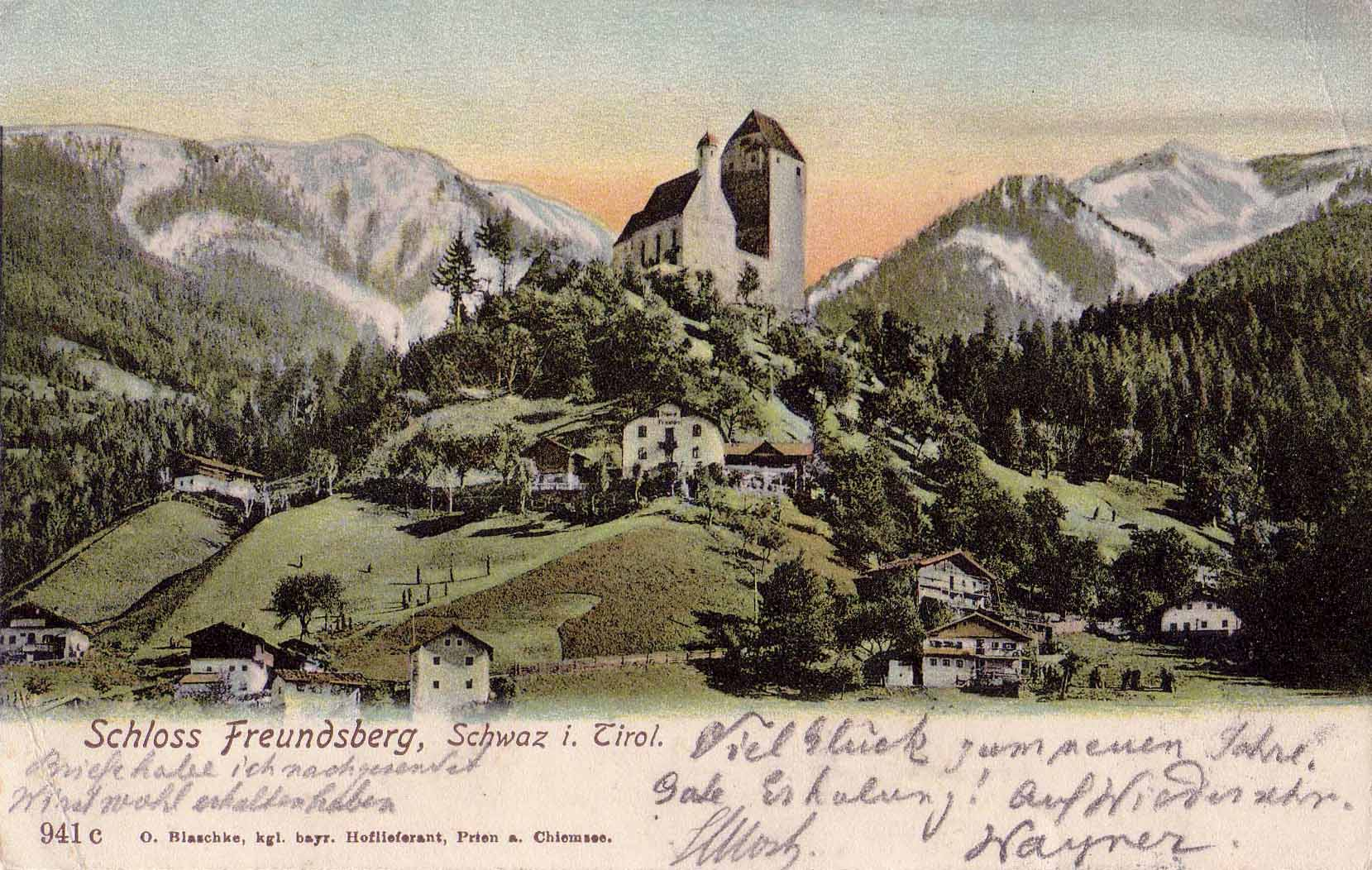
Burg Freundsberg auf einer Postkarte aus dem Jahr 1904